# Дэсин
Дэси́н (кит. упр. 德兴, пиньинь Déxīng) — городской уезд городского округа Шанжао провинции Цзянси (КНР).

## История
Уезд Дэсин (德兴县) был создан в 938 году, когда эти места входили в состав государства Южная Тан.
После образования КНР в 1949 году был создан Специальный район Лэпин (乐平专区), и уезд вошёл в его состав. В 1950 году Специальный район Лэпин был переименован в Специальный район Фулян (浮梁专区). 8 октября 1952 года Специальный район Шанжао (上饶专区) и Специальный район Фулян были объединены в Специальный район Интань (鹰潭专区). 6 декабря 1952 года власти специального района переехали из Интаня в Шанжао, и Специальный район Интань был переименован в Специальный район Шанжао.
В 1970 году Специальный район Шанжао был переименован в Округ Шанжао (上饶地区).
Постановлением Госсовета КНР от 26 декабря 1990 года уезд Дэсин был преобразован в городской уезд.
Постановлением Госсовета КНР от 23 июня 2000 года округ Шанжао был преобразован в городской округ.

## Административное деление
Городской уезд делится на 3 уличных комитета, 5 посёлков и 6 волостей.